# 紅酒瑜伽
紅酒瑜伽或微醺瑜伽是一種新興的瑜伽種類。據說是由教練 Eli Walker 在紐約市創立，在紐約市的不同酒吧舉行，目的是讓人們在一個有趣、不帶偏見的環境中鍛煉身體。
根據創辦人表示“紅酒瑜伽就是在酒吧里的初學者瑜伽課程中添加葡萄酒。這是我讓瑜伽更容易親近的一個想法，讓根本不會嘗試瑜伽的人群比較容易接受/嘗試瑜伽。”

## 好處
紅酒瑜伽被認為有以下好處：
1. 增加社交關係
2. 獲得平靜與放鬆
3. 燃燒更多脂肪

## 相關瑜伽類別
隨著紅酒瑜伽的發明，出現了其他和酒精相關的瑜珈類別，例如啤酒瑜珈和威士忌瑜珈等。